# Ein Mann für Gertrude
Ein Mann für Gertrude (Originaltitel: Company for Gertrude) ist der Titel einer heiteren Kurzgeschichte des britisch-amerikanischen Schriftstellers P. G. Wodehouse, die erstmals 1928 in der Septemberausgabe des britischen Strand Magazines und der Oktoberausgabe der US-amerikanischen Cosmopolitan erschien. Sie zählt mit ihrem Protagonisten Lord Emsworth zu den Erzählungen aus der sogenannten Blandings Castle-Saga.

## Handlung
Lord Emsworths sonst so friedliches Leben auf Blandings Castle ist erneut von Sorgen überschattet. Sein Nachbar Sir Gregory hat Cyril Wellbeloved, Schweinehüter von Lord Emsworths Lieblingssau, der Kaiserin von Blandings, dazu überredet, den Dienst auf Blandings Castle zu quittieren und nun die Schweine auf Matchingham Hall zu pflegen. Weitere Preisauszeichnungen in der Kategorie Mastschwein auf der nächsten Landwirtschaftsausstellung in Shrewsbury sind dadurch ernsthaft gefährdet. Gleichzeitig ist Lord Emsworths Nichte Gertrude auf Blandings Castle zu Gast. Dort soll sie zur Besinnung kommen, nachdem sie sich in einen verarmten Kurat verliebt hat – wie Freddie Threepwood, der jüngste Sohn von Lord Emsworth, anmerkt, hält die Familie Blandings Castle für eine Art Bastille, eine Festung, auf die man die jungen Leute der Familie zu schicken pflegt, wenn sie sich in den falschen Partner verliebt haben. Gertrude ist keineswegs glücklich auf Blandings Castle. Mit ihrer Trauermiene verdirbt sie nicht nur die sonst so gelassen-heitere Stimmung auf Lord Emsworths Landsitz, sondern sorgt auch noch für Unruhe, wenn sie versucht sich „nützlich“ zu machen, indem sie Lord Emsworths Arbeitszimmer aufräumt oder ihm gesundheitliche Ratschläge erteilt.
Gleichzeitig ist Freddie Threepwood, der nicht nur der jüngste Sohn von Lord Emsworth ist, sondern auch Schwiegersohn eines US-amerikanischen Hundekuchenfabrikanten, in England zurück, um dort dessen Hundekuchen zu vermarkten. Erfolglos hatte er versucht, Lady Georgiana, die seine Tante und Mutter von Gertrude ist, von der Qualität genau dieser Hundekuchen zu überzeugen. Als er ihr Anwesen verlässt, begegnet er vor der Tür seinem alten Studienfreund Rupert Bingham, der ihm gesteht, dass Gertrude und er sich ineinander verliebt hätten. Als mittelloser Kurat ohne Pfarrstelle weiß er jedoch, dass Lady Georgiana einer Verbindung seiner Tochter mit ihm nicht zustimmen wird. Er erfährt von ihm auch, dass Gertrude auf Schloss Blandings verbannt wurde, damit dieser Beziehung ein Ende gesetzt wird.
Freddie rät Bingham davon ab, in einem weiteren Gespräch Lady Georgiana von seinen Qualitäten zu überzeugen. Stattdessen findet er einen Vorwand, der es erlaubt, dass Bingham unter der falschen Identität eines Mr. Popjoy nach Blandings Castle eingeladen wird. Dort soll er Lord Emsworth für sich einnehmen, denn als Earl of Emsworth liegt es auch in dessen Verantwortung, über die Besetzung einiger Pfarrstellen seiner Grafschaft zu entscheiden. Lord Emsworth ist zunächst erleichtert darüber, dass die Trübsal von Gertrude wie weggeblasen ist, und er ist bezaubert von der Ehrerbietung und Hilfsbereitschaft, die sein Gast ihm gegenüber zeigt. Allmählich kommen ihm jedoch Zweifel: nicht nur ist diese überbordende Hilfsbereitschaft zunehmend anstrengend – Lord Emsworth zweifelt auch mehr und mehr an der mentalen Stabilität seines Gastes, nachdem er ihn eines Nachts dabei beobachtet, wie dieser im Park vor dem Schloss stehend Kusshändchen in Richtung seines Fensters wirft. Allmählich stellt sich Binghams Hilfsbereitschaft sogar als gefährlich heraus. Als Bingham versucht, Lord Emsworth von einer Leiter zu helfen, fällt dieser zu Boden und das Liniment, das Bingham ihm schickt, stellt sich als ein Mittel für Pferde heraus, dessen Wirkung Lord Emsworth beträchtliche Schmerzen erleiden lässt. Lord Emsworth kann noch nicht einmal mehr friedlich in seinem See schwimmen. Sein hingebungsvolles Singen wird von Bingham als Hilferufen fehlinterpretiert und ein nutzloser Rettungsversuch eingeleitet.
Freddie gesteht seinem Vater schließlich, dass Mr. Popjoy in Wirklichkeit der Kurat Bingham sei, der auf eine der von Emsworths zu vergebenden Pfarrstellen hofft. Lord Emsworth wird klar, dass er jetzt ein geeignetes Mittel gefunden hat, um sich an Sir Gregory zu rächen. Bingham erhält die Pfarrstelle von Much Matchingham.

## Fortsetzung
1931 führte Wodehouse die Handlung in der Kurzgeschichte Hundekuchen fort. 1935 wurden beide Erzählungen in die Kurzgeschichtensammlung Herr auf Schloss Blandings aufgenommen; von der Erzähllogik ist diese Kurzgeschichte jedoch zwischen den Romanen Ein Lord in Nöten (Ersterscheinungsjahr 1923) und Sommerliches Schlossgewitter (Ersterscheinungsjahr 1929) angesiedelt.

## Ausgaben
- Blandings Castle and Elsewhere (1935)
  - Herr auf Schloss Blandings, Wilhelm Goldmann Verlag, München 1976, ISBN 3-442-03418-3. Übersetzung von Annemarie Arnold-Kubina.

## Einzelbelege
1. ↑  Herr auf Schloss Blandings, Wilhelm Goldmann Verlag, München 1976, ISBN 3-442-03418-3. S. 58